# Jean-Patrick Iba-Ba
Jean-Patrick Iba-Ba, né le 18 avril 1966 à Libreville, est un prélat catholique gabonais, archevêque de Libreville depuis 2020.

## Biographie
Jean-Patrick Iba-Ba est né à Libreville dans une famille chrétienne. Il passe une partie de son enfance à Port-Gentil mais fait ses études secondaires à Libreville. Pour sa formation au sacerdoce, il est envoyé au séminaire de Brazzaville au Congo. Il complète sa formation en théologie l'université pontificale urbanienne à Rome.
Il est ordonné prêtre le 19 juillet 1998 pour l'archidiocèse de Libreville. Il est d'abord vice-recteur du séminaire de Libreville de 1998 à 1999 puis recteur du petit séminaire de la même ville de 1999 à 2001. Il est ensuite curé de la paroisse de Ndjolé jusqu'en 2004.
En 2004, il est renvoyé à Rome où il obtient une licence de droit canonique, toujours à l'université pontificale urbanienne. À son retour en 2009, il est vice-recteur du séminaire majeur de Libreville jusqu'en 2012. Parallèlement, il est directeur national adjoint des Écoles catholiques et aumônier général des Instituts catholiques d’éducation jusqu'en 2012, date à laquelle il en devient recteur du séminaire majeur. 
Le 4 novembre 2017, le pape François le nomme évêque de Franceville. Il est ordonné évêque le 13 janvier 2018 par Basile Mvé Engone (en), archevêque de Libreville.
Le 12 mars 2020, il est nomme archevêque de Libreville.
En 2023, à la suite du coup d'État qui a renversé Ali Bongo, il est choisi par le président de la Transition, Brice Clotaire Oligui Nguema, pour présider le dialogue national inclusif, une instance d'environ 600 membres pour discuter des réformes nécessaires au Gabon qui a eu lieu en avril 2023. Après la fin des travaux de cette instance, il est choisi pour coordonner le comité de surveillance de la mise en œuvre des conclusions du dialogue national.
Le 3 mai 2025, 19 mois après la coup d'État, Brice Clotaire Oligui Nguema prête serment en tant que président de la République après avoir remporté l'élection présidentielle. C'est l'archevêque de Libreville qui ouvre la cérémonie. Dans sa prière, il rend grâce pour le « souffle de démocratie » et appelle à l'unité nationale et au respect des plus faibles par les dirigeants.